# セゲー・ガーボル

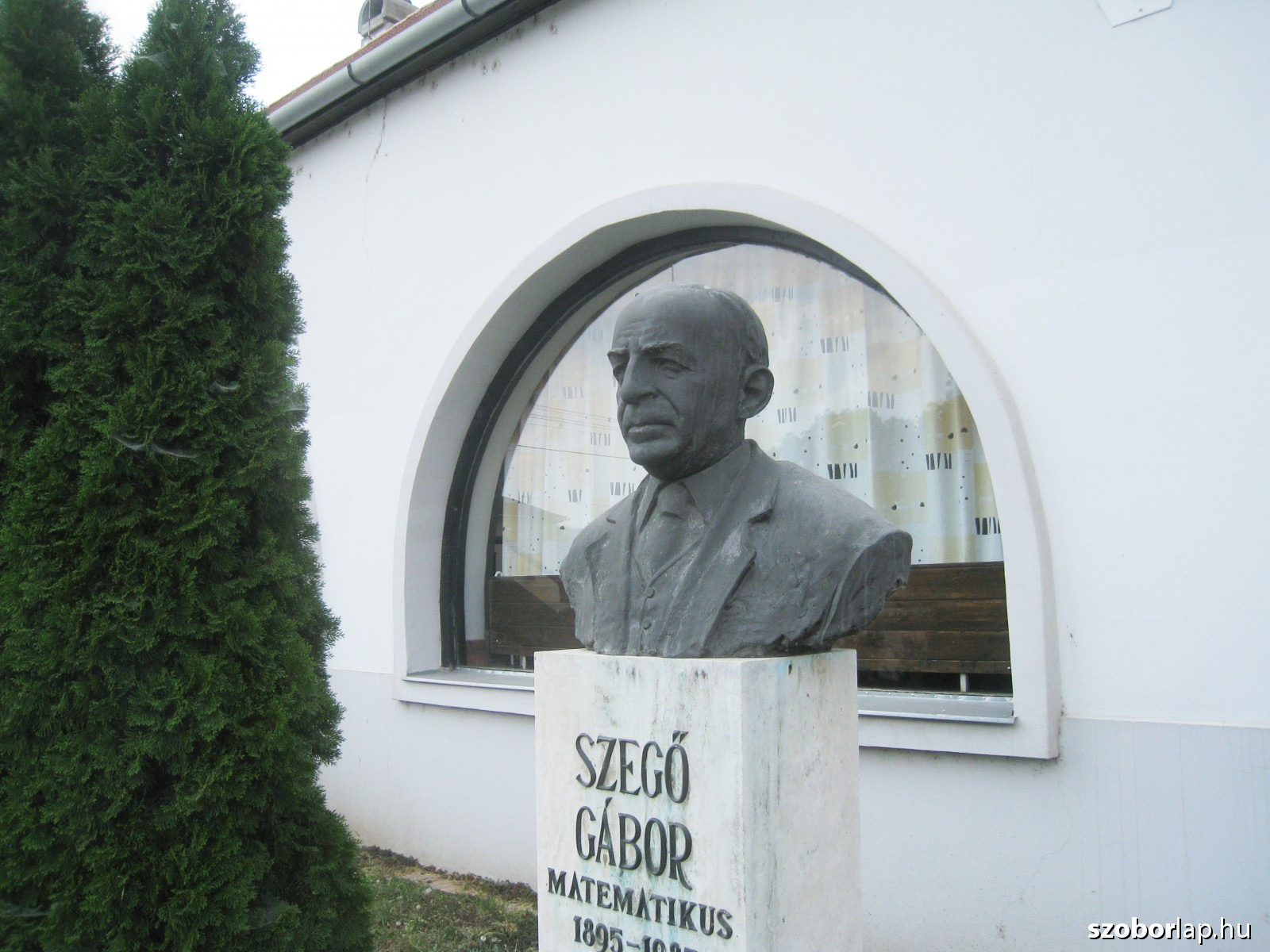
セゲー・ガーボル

セゲー・ガーボル（Szegő Gábor, 1895年1月20日 - 1985年8月7日）は、ユダヤ系ハンガリー人の数学者。
ハンガリーの Kunhegyes 出身。渡米して、1938年から1966年までスタンフォード大学で教鞭を執った。テプリッツ行列 (Toeplitz matrices)、直交多項式の理論に業績を残した。数学者のジョン・フォン・ノイマンを教えている。著作に1939年に出版された《直交多項式 Orthogonal polynomials》がある。これは今日における同分野の古典であり、多項式論の参考文献として広く用いられている。
アメリカ合衆国のカリフォルニア州パロアルトで死去。